# オー・エンタープライズ
株式会社オー・エンタープライズ（英文社名：OH ENTERPRISE CO., LTD.）は、東京都渋谷区に本社を置く日本の芸能プロダクション。

## 沿革・概要
- 1973年3月 - 田邊昭知（田辺昭知）をリーダーとするバンド「ザ・スパイダース」のマネージャーをしていた小野英雄が、同バンドメンバーの井上順とともに株式会社ホリプロ（当時：ホリプロダクション）から独立し設立。創設者の小野は、日本音楽事業者協会の元常任理事であり、株式会社オー・エンタープライズも日本音楽事業者協会の正会員会社である。
- 2008年4月21日 - 小野が死去。
- 2008年7月 - 事務所を東京都港区南青山2-7-27 フォレストサイド2Fから、東京都渋谷区千駄ヶ谷5-23-6グランスイート代々木311に移転。

## 所属アーティスト
- 井上順
- 稲垣潤一
- 伊豆田洋之
- 椿欣也
- 近藤喜代市
- 江口千夏
- Ryuji

## かつて所属していたアーティスト
- 岩崎富美雄
- 桂木文
- 狩人
- 竹内美宥
- 千葉まなみ
- 冨田真之介
- 中島唱子
- 八木さおり
- 吉田真里子
- 和田加奈子
- 島本麻衣子
- 成田美郷